# Ermita de la Soledad (Fuente el Saz de Jarama)
L'Ermita de la Soledad està situada als afores del nucli urbà del municipi espanyol de Fuente el Saz de Jarama, a la Comunitat de Madrid. Es tracta d'una ermita xicoteta, de planta rectangular, quasi quadrada, amb sostre de quatre aigües. Tota la fàbrica de l'ermita és d'aparell toledà, és a dir, de rajola i mamposteria amb fileres de rajoles del mateix material.
Presenta una façana senzilla, amb un accés amb arc de mig punt rebaixat, emmarcat per dos xicotets buits amb reixa. Una de les façanes laterals té arcs similars, que pareix ser un altre accés, avui tancat.
Es pareix a un morabit musulmà i el seu principal valor és l'enteixinat interior amb forma d'artesa, de gran qualitat des del punt de vista de la fusteria de llaç. L'interior es cobreix amb sostre de fusta vuitavada de limes mohamars, amb tirants sostinguts amb cans lobulats; té decoració de llaceria i a les petxines s'observa el motiu de servilleta en dos d'elles, i el llaç amb cupulins a les altres dos, que segueix el model toledà propi del segle xvi.